# Hannibal Mejbri
Hannibal Mejbri (arabisk: حنبعل المجبري; født 21. januar 2003), ofte kendt som bare Hannibal, er en fransk-tunesisk professionel fodboldspiller, som spiller for EFL Championship-klubben Burnley og Tunesiens landshold.

## Klubkarriere

### Manchester United
Efter at have spillet for flere klubber i Frankrig, så skiftede Mejbri til Manchester Uniteds ungdomskakdemi i 2019. Han fik sin førsteholdsdebut den 23. maj 2021 i en Premier League-kamp imod Wolverhampton Wanderers.

#### Leje til Birmingham City
Mejbri blev i august 2022 udlejet til Birmingham City for 2022-23 sæsonen. Han scorede sit første mål på seniorniveau den 10. februar 2023 i en kamp imod West Bromwich Albion.

#### United-retur
Han scorede sit første mål for United den 16. september 2023 i et 1-3 nederlag til Brighton & Hove Albion.

#### Leje til Sevilla
Han blev i januar 2024 udlejet til spanske Sevilla.

### Burnley
Mejbri skiftede i august 2024 til Burnley på en permanent aftale.

## Landsholdskarriere

### Frankrig
Mejbri har repræsenteret Frankrig på flere ungdomsniveauer.

### Tunesien
Mejbri valgte i maj 2021, at spille for Tunesien. Han fik sin debut for Tunesiens landshold den 5. juni 2021. Han var del af Tunesiens trup til Africa Cup of Nations 2021 og til VM 2022.

## Privat
Mejbri er født i Frankrig til tunesiske forældre.